# Klikawa (Lublin)
Pour les articles homonymes, voir Klikawa.
Klikawa (prononciation [kliˈkava]) est un village de la gmina de Puławy du powiat de Puławy dans la voïvodie de Lublin, situé dans l'est de la Pologne.
Il se situe à environ 4 kilomètres à l'ouest de Puławy (siège de la gmina et du powiat) et 50 kilomètres à l'ouest de Lublin (capitale de la voïvodie).
Le village comptait approximativement une population de 480 habitants en 2006.

## Histoire
De 1975 à 1998, le village est attaché administrativement à l'ancienne voïvodie de Lublin.

Depuis 1999, il fait partie de la nouvelle voïvodie de Lublin.